# Diossirano

La struttura del gruppo diossirano in (blu).

In chimica, diossirano è un composto eterociclico composto di un atomo carbonio e due di ossigeno di formula chimica H2CO2; può essere pensato come il più piccolo perossido ciclico organico. Il composto è altamente instabile e non è mai stato osservato a temperatura ambiente.

## Sintesi
Il diossirano è altamente instabile e la maggior parte degli studi condotti sono computazionali; è stato rilevato durante la reazione a bassa temperatura (-196   °C) di etilene e ozono, sebbene anche a queste temperature una tale miscela possa essere esplosiva. Si ritiene che la sua formazione sia di natura radicale, procede attraverso un intermedio di Criegee. Analisi a microonde indica una lunghezza dei legami C-H, C-O e O-O di 1.090, 1.388 e 1.516 Å.
Il legame lungo e debole O-O (c.f. perossido di idrogeno O-O = 1.47 Å) è all'origine della sua instabilità.

## Composti diossirani
Sostituendo gli H con radicali alchilici o arilici, otteniamo il gruppo funzionale detto diossirano, aventi la struttura R1-CO2-R2. I composti derivati detti diossirani, spesso possiedono una migliore stabilità e sono utilizzati in sintesi organica come reagenti ossidanti e in particolare come intermedi catalitici chiave nella reazione detta epossidazione Shi.
Altri derivati comuni impiegati nella sintesi organica includono dimetildiossirano (forma abbreviata DMDO-DiMethylDiOxirane e formula chimica C3H6O2) e il metile(trifluorometil)diossirano più reattivo, che sono preparati come soluzioni diluite (~0.1 M) per trattamento di acetone e del chetone metiltrifluorometile, rispettivamente per DMDO e per l'altro composto, con Ossone (2KHSO5·KHSO4·K2SO4).
Difluorodiossirano, un gas (b.p ~ –80 - –90 °C), è uno dei tanti derivati diossirano stabile in forma pura a temperatura ambiente.